# Biblioteca Municipal de Vila Franca de Xira
A Fábrica das Palavras ou Biblioteca Municipal de Vila Franca de Xira é um centro de cultura, conhecimento e lazer de referência no concelho de Vila Franca de Xira. Destina-se à promoção do livro e das literacias, da cidadania e direitos humanos, da criatividade e sensibilidade artística e da valorização da história e memória locais. Este equipamento alberga a biblioteca municipal que integra a Rede Municipal de Bibliotecas de Vila Franca de Xira.

## História
A Biblioteca Municipal de Vila Franca de Xira foi criada em 1947, pelo Dr. António José Vidal Batista e Raul Francisco de Carvalho que fundaram e organizaram a biblioteca através da angariação de donativos, que permitiu adquirir livros e outras publicações, as quais os próprios registaram e catalogaram. Chamada Biblioteca-Museu, a Biblioteca estava instalada no 1.º andar e o Museu no 2.º Andar de um prédio situado em frente ao edifício da Câmara Municipal.
No final da década de 1980 aderiu à Rede Nacional de Bibliotecas Públicas, através de um contrato-programa estabelecido entre o então Instituto Português do Livro e da Leitura e a Câmara Municipal de Vila Franca de Xira. A 18 de Fevereiro de 1995 foi inaugurada uma nova biblioteca, resultado da adaptação de um edifício que ao longo do século XX teve várias finalidades, primeiro como Matadouro Municipal e depois como escola industrial. Em 20 de setembro de 2014, foi reinaugurada a nova Biblioteca Municipal, um equipamento cultural denominado “Fábrica das Palavras”. 
A Biblioteca Municipal de Vila Franca de Xira faz parte de uma rede municipal composta por cinco bibliotecas, uma sala de leitura e uma biblioteca móvel. Todos os equipamentos apresentam características particulares. A Biblioteca Municipal de Vila Franca de Xira está integrada na Fábrica das Palavras. A Biblioteca Municipal de Póvoa de Santa Iria que foi reinstalada, em 1999, no Palácio da Quinta Municipal da Piedade, ligado à história patrimonial concelhia, é um exemplo de preservação das raízes históricas do concelho. A Biblioteca Municipal de Alverca do Ribatejo, inaugurada em 1992, situa-se no Centro Comercial Parque. As Bibliotecas Municipais de Vialonga e Forte da Casa, foram inauguradas em 2011, a Sala de Leitura do Bom Sucesso em 2009 e o Bibliomóvel em 2001.
As Bibliotecas Municipais de Vila Franca de Xira prestam à população um conjunto serviços, atividades e iniciativas tendo como base o Manifesto da IFLA UNESCO 2022. 

## Arquitetura
Inaugurada em 2014, a Fábrica das Palavras, situa-se no lugar de uma antiga fábrica de descasque de arroz. Da autoria do arquiteto Miguel Arruda, o edifício é uma singular e belíssima peça de arquitetura contemporânea que já conquistou vários prémios internacionais. A Fábrica das Palavras encontra-se à beira-rio, beneficiando de uma magnífica envolvente, que permite ao visitante uma ligação contínua com o meio exterior: de um lado a cidade, do outro o rio Tejo e a Lezíria. O edifício é constituído por sete pisos e disponibiliza, para além de uma moderna biblioteca, para todas as idades, cafetaria, galeria de exposições e sala polivalente.

## Serviços
- Piso 0: Cafetaria e Sala Polivalente
- Piso 1: Receção, Periódicos e Galeria
- Piso 2: Consulta e Empréstimo Infantis e Juvenis
- Piso 3: Consulta e Empréstimo Audiovisuais
- Piso 4: Consulta e Empréstimo Gerais
- Pisos 5 e 6: Direção, Serviços Técnicos e Depósito Documental